# Haus of Gaga

Леді Гага і її «Диско Стік» під час виступу на The Fame Ball Tour у 2009 році

Haus of Gaga — це особиста творча група поп-співачки Леді Гаги, яка створює одяг і аксесуари, реквізит для виступів і кліпів, декорації тощо. Найвідомішими роботами Haus of Gaga є «Диско Стік» (англ. Disco Stick) і «iPod LCD Glasses» (окуляри з двома РК-екранами iPod Classic замість лінз). Також компанія відома за своїми роботами над музичними кліпами на пісні The Edge of Glory та Yoü and I.

## Дизайнери

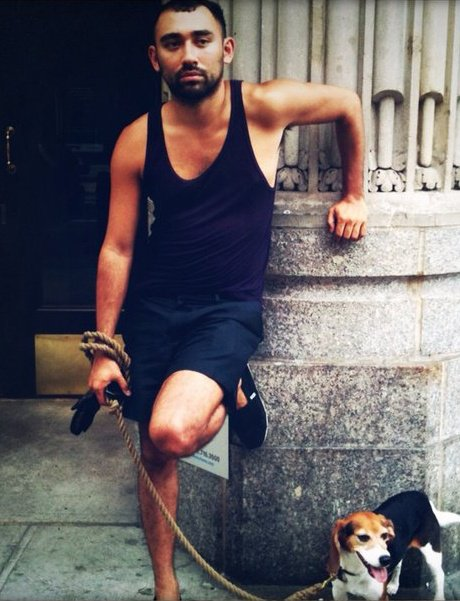
Нікола Формічетті

### Колишні дизайнери
Меттью Вільямс: Креативний директор Haus of Gaga з 2008 по 2010. Меттью був одним із творців «Диско Стіка», а також бойфрендом Гаги. Він звільнився через напружені відносини на роботі внаслідок того, що Леді Гага почала зустрічатися з Люком Карлом.
Ангела Саймні була основним гримером Леді Гаги, яка наносила їй макіяж перед виступами, для зйомок у кліпах та врученнями нагороджень. Пізніше звільнилася після того, як її чоловіка звільнили з Haus.

### Дизайнери в теперішній час
Стефані Джерманотта: більш відома під псевдонімом Леді Гага, заснувала компанію, також є одним з провідних дизайнерів її лінії одягу.
Бі Екерлен: професійний стиліст Гаги, який працює з 2009 року.
Трой Картер: засновник, голова і головний виконавчий директор відповідальний за пресу та ЗМІ компанії.
Лоріена Гібсон: хореограф і художній керівник Гаги.
Нікола Формічетті: креативний директор із 2009 року.

## Створення
В інтерв'ю і через своє мистецтво Леді Гага показала свою перевагу роботам поп-художника Енді Воргола. «Ворголл каже, що мистецтво повинне бути навіть у самих дрібних деталях» — говорила Гага.
Гага висловила бажання працювати з Ворголлом. На що в одному з інтерв'ю Крістіна Агілера розповіла LA Times в 2008 році «Я не знаю, що це таке (Lady Gaga), чоловік або жінка», на що Гага відповіла: «Коли я чую коментарі типу „що я“, я розумію, що в мені побачили Ворголла!» У 2009 році компанія створила палаюче піаніно, яке було використано на церемонії American Music Awards, а потім і на концертах в рамках The Monster Ball Tour.

## Створення колекції одягу

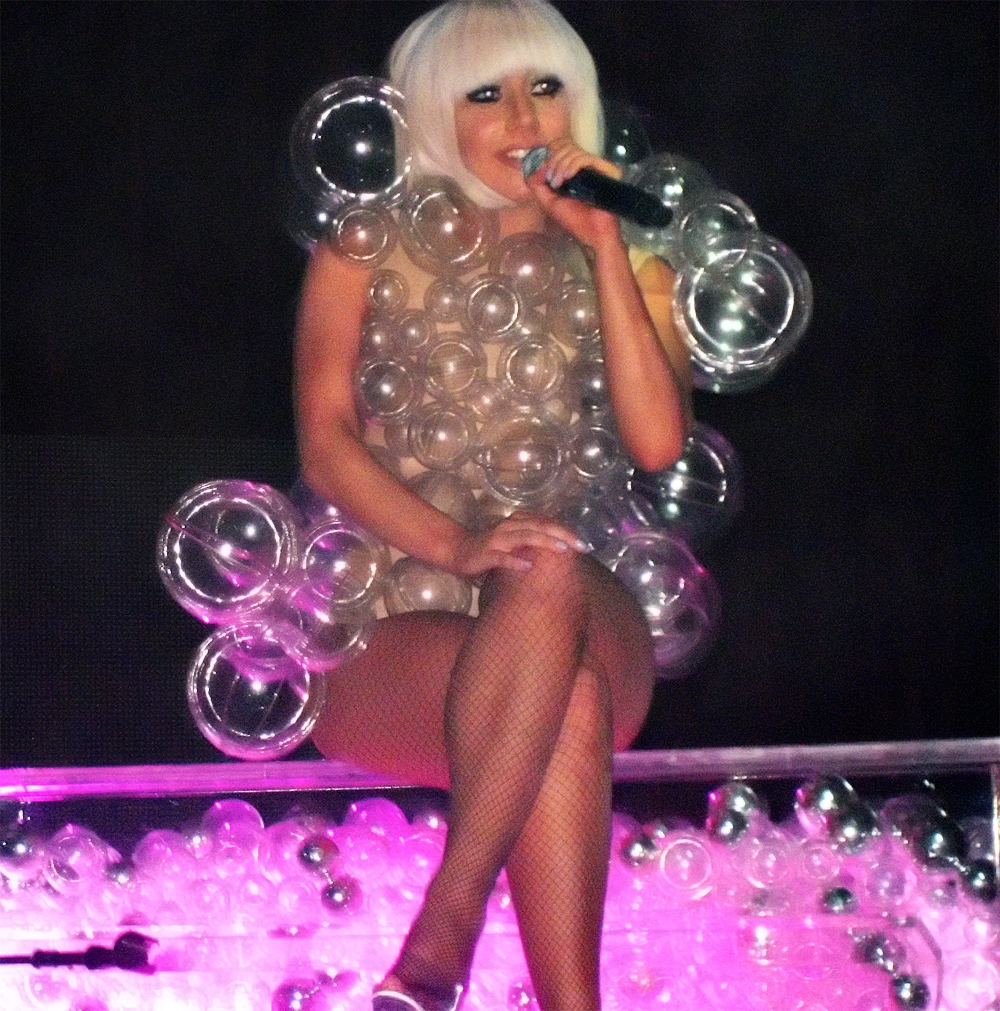
Леді Гага в «бульбашковій сукні», на «бульбашковому піаніно»

Леді Гага одягнена в «Живу сукню»

Леді Гага в «перуці Рапунцель» на The Monster Ball Tour в 2009 році

Компанія Haus of Gaga відповідальна за одяг та інший реквізит для Леді Гаги. Вперше компанія створила кілька костюмів і речей для перших кліпів співачки «Just Dance» і «Poker Face» з її дебютного альбому The Fame. Після цього компанія створює весь одяг та інше для співачки та її танцюристів.

### 2008
- Сукня-оригамі
- IPod LCD окуляри
- Диско Стік
- Кришталеві окуляри
- Haus гарнітура
- Латексний комбінезон

### 2009
- Damien Hirst's Piano
- Disco Glove
- Molded Top
- Піро-Бра

The Fame Ball Tour
- Орбіта
- Згоріле піаніно
- Перука Рапунцель
- Скелет

### 2010
The Monster Ball Tour
- Морське чудовисько (Монстр слави)
- Диско Торч
- Леопардовий купальник
- Фонтан що кровоточить
- Жива сукня
- Сукня-оригамі
- ЕММА

## Медіа

### Haus of Gaga App
23 лютого 2009 було випущено додаток для мобільних пристроїв iPhone і iPod Touch під назвою Haus of Gaga App. Воно було розроблено компанією Universal Music Group і пропонувалося для безкоштовного завантаження через App Store. Головною особливістю програми є короткі епізоди з Гагою у головній ролі, де вона обговорює свої джерела натхнення і роботи, створені Haus of Gaga. Пізніше ці епізоди отримали назву «Transmission Gagavision». Епізоди виходили щотижня з 24 червня 2008 року до 31 березня 2009 року. 30 березня 2011, Гага оголосила, що випустить наступний епізод на початку квітня.
Додаток також включає в себе можливість відвідати концерти, новини і дозволяє шанувальникам співачки спілкуватися між собою. Billboard включив це додаток до п'ятірки найкращих програм для iPhone.

### Haus of Gaga Blog
Haus of Gaga Blog був написаний Гагою як реклама для її дебютного альбому «The Fame». Блог був розміщений на офіційному сайті співачки. Оновлювався він періодично, з 1 травня по 22 грудня 2008 року. Гага написала в цілому 29 повідомлень в блозі. Більшість її записів були зосереджені на інформації про її кліпи та виступи, а також про нові речі, створених компанією Haus of Gaga. Крім того, в блозі Гага обговорювала моду, знаменитостей, і фан-відео, а також викладала фото своїх нових аксесуарів, в тому числі і тих, які на той момент перебували у провадженні.